# Safia Shah
Safia Shah (persa: سفیا شاه, guyaratí: સફિયા શાહ ), ahora Safia Thomas (nacida el 16 de noviembre de 1966 en Londres) es una escritora, editora y productora de noticieros para televisión inglesa, siguiendo los pasos de su distinguida familia de origen anglo-afgano india.
Shah y su marido Ian también fundaron y administraron una reconocida tienda de productos gourmet (delicatessen) de Londres llamada A.Gold, especializada exclusivamente en comidas británicas, asimismo renovando cuidadosamente el histórico edificio en el cual se encuentra el local. Administraron este negocio durante varios años, antes de mudarse cerca de Casablanca, en Marruecos. 

## Vida y Obra
Safia Nafisa Shah es la hija del conocido autor y maestro dentro de la tradición mística sufi Idries Shah; la hermana melliza del escritor, periodista y documentalista, Tahir Shah, y la hermana menor de la escritora, reportera y documentalista, Saira Shah. Su madre es de etnia Indo-Parsi.
Educada en la escuela Bryanston School en Dorset, Inglaterra, Shah continuó sus estudios en la Sorbonne y en la Universidad de Grenoble en Francia. Ha trabajado para el Instituto para la investigación cultural (ICR) establecido en Londres en carácter de asistente de investigación y editora, y trabajó con refugiados afganos en la provincia de Jaiber Pastunjuá perteneciente a Pakistán, como también reportando desde allí asuntos sociales. También es una escritora free-lance y ha sido editora para el Instituto de Ciencias de la Salud (Institute of Health Sciences).
La hermana de Safia Shah, Saira Shah, trabajó con el actual esposo de Safia, Ian Thomas, y la pareja se conoció a través de ella y eventualmente se casaron en el registro civil de la Marylebone Road en Londres. Safia Shah e Ian Thomas trabajaron para la agencia de noticias norteamericana Associated Press Television, en calidad de periodistas y productores.
El trabajo más insigne de Safia Shah es Afghan Caravan, una colección recopilada por Idries Shah y editada por ella misma. En su introducción al libro, Idries Shah escribe:
Afghan Caravan es una colección de escritos que llevan al lector a un hechizante viaje a través de Afganistán. Lo inconquistable. Contiene la narración de una princesa Pastún; heroicas historias de guerra; consejos para ahorrar en la compra de alfombras; chistes del Mula Nasrudin desde las líneas del frente con los Muyahidín; incluso la gran receta del arroz Pilaf del Califa Ashpaz, maestro cocinero del Hindu Kush, quien se comenta que una vez sirvió para 4.000 invitados.

## Recepción
Afghan Caravan fue elegido como libro del año para el Daily Telegraph por la ganadora del premio nobel de literatura, la escritora Doris Lessing, donde fue descrito como un “cuerno de la abundancia sobre historias mágicas, pepitas de la historia...un libro tan imponente como la cueva de Aladino” y en Literary Review como “una gran cantidad de material fascinante...es un libro en el cual zambullirse, gran lectura de cabecera”.
Refiriéndose tanto a Afghan Caravan como a de The Middle East Bedside Book (editado por Tahir Shah), Lessing escribe en Los Sufis e Idries Shah: “Ambos están llenos de delicias; hay un montón de cosas que son sorprendentes; y, como sucede con todos los libros de tal fuente, se nos recuerda de una generosidad y una amplitud de mente de una cultura que alguna vez, hace mucho tiempo, nos brindó el concepto de caballerosidad.”

## A. Gold
Safia Shah (ahora Safia Thomas) y su esposo Ian Thomas abandonaron el mundo del periodismo televisivo en abril de 2000 para fundar y administrar la tienda A.Gold dedicada a vender productos británicos gourmet y tradicionales, en la calle Brushfield, enfrente del Spitalfields Market, no lejos de Brick Lane, famoso por sus curry, en la zona E1 de Londres. Con la intención de demostrar que la comida británica es algo por lo cual estar orgullosos, comenzaron a vender tortas Banbury, Campbell's Perfect Tea, y el vino de la flor de saúco. La tienda ha recibido cobertura de prensa local, nacional y del sector especializado. 
Según el londinense escritor culinario y crítico Seja Sukhadwala, la tienda está ubicada dentro de lo que solía ser el campo de artillería de Henry VII, lugar donde los soldados alguna vez practicaron tiro con mosquete y arco, y está cerca de la impresionante iglesia cristiana del siglo XVIII construida por Nicholas Hawksmoor, en Spitalfields. El área es infamente conocida debido a los asesinatos en serie de Jack el destripador, y el gran fuego de Londres.
Construida en 1780, la casa de cuatro pisos es un monumento clasificado grado II ha sido hogar de cortadores de diamantes, peleterías, fabricantes de botas, pañeros y de una cierta Amelia Gold, una húngara que administraba un negocio de sombrerería francesa. El cartel de su negocio (década del 1880) está aún instalado en la fachada del negocio de Safia e Ian, quienes han mantenido el nombre y han cuidadosamente restaurado el edificio histórico. Como resultado, A. Gold es un elegante y antiguo negocio que mantiene los modernos estándares de una tienda gourmet de calidad.
A. Gold, que es descrito como “la tienda del pueblo en el corazón de Londres”, goza de un gran artículo en “Los buenos y viejos días”, sección del libro de Jane Payton llamado Grandes tiendas de comidas. La tienda estuvo entre las mejores “50 tiendas de comidas” según el periódico inglés The Independent, mientras que Lulu Grimes, directora de la sección de comidas de la revista olive y también de la revista Good Food, recomienda sus salchichas, quesos y el brandy Somerset.
Un artículo escrito en el diario londinense Evening Standard, meses antes de la crisis económica de 2008, mostraba a Safia Thomas parada frente a su tienda, y nombraba A. Gold como un gran ejemplo y bastión de los negocios independientes de la capital. (no me gusta). Mientras que en el mundo los supermercados y almacenes de cadena aumentan su predominancia y dominio, Londres había perdido más de 7.000 tiendas pertenecientes a simples familias o dueños independientes entre el 2002 y 2008, mientras que las pequeñas empresas luchaban por sobrevivir.